# Kari Nars
Kari Rainer Nars, född 21 augusti 1940 Jakobstad, är en finländsk ekonom och bankman.
Nars blev ekonomie doktor 1979. Han inledde 1964 sin bana som forskare vid Finlands Bank, där han var direktör 1977–1983 för att övergå i Helsingfors Aktiebanks tjänst som dess sista vd 1984–1985. Från 1986 till 2004 var han i två omgångar finansieringsråd vid finansministeriet.
Nars har även varit internationellt verksam som direktör vid den europeiska utvecklingsbanken i Bryssel 1991–1994 och 1997–2000 samt som specialrådgivare vid Europarådets utvecklingsbank i Paris. Han har ofta anlitats för expertuppdrag av Världsbanken och andra ekonomiska institutioner.
Bland Nars skrifter märks Finlands krigstida ekonomi och ekonomiska politik (1966) och doktorsavhandlingen Företagets valutastrategi (1979). Mahtimiesten matkassa (2002) ger glimtar bakom finansvärldens kulisser. I Pengar och lycka (2006) behandlar Nars pengarnas inverkan på lyckan och diskuterar, ur olika synvinklar, vad som skapar riktig lycka.